# Richtlinie 2003/71/EG (Prospektrichtlinie)
Die Richtlinie 2003/71/EG, kurz Prospektrichtlinie, ist eine Richtlinie der Europäischen Gemeinschaft, die im Zuge der Entwicklung eines europäischen Kapitalbinnenmarktes geschaffen worden ist. 

## Aufgaben
Mit der Prospektrichtlinie wurden am 4. November 2003 durch das Europäische Parlament und den Rat Formalien und Inhalte der Prospekte bestimmt, die bei öffentlichen Angeboten von Wertpapieren oder bei deren Zulassung zum Handel zu veröffentlichen sind. Sie stellt eine Änderung der Richtlinie 2001/34/EG dar und hat die früheren Börsenprospektrichtlinien von 1980 und 2001 sowie die Emissionsprospektrichtlinie von 2001 abgelöst.
Wesentliche Errungenschaft der Richtlinie ist der so genannte Europäische Pass für Emittenten. Danach sollen Emittenten in die Lage versetzt werden, den Emissionsprospekt, der bereits in einem Staat des Europäischen Wirtschaftsraums gebilligt worden ist, auch europaweit für öffentliche Angebote und Börsenzulassungen zu nutzen. 
Die Prospektrichtlinie war bis zum 1. Juli 2005 in nationales Recht umzusetzen. Der deutsche Gesetzgeber hat dies mit dem Wertpapierprospektgesetz (WpPG) erfüllt, der österreichische durch das Kapitalmarktgesetz (KMG).
Seit Mitte 2005 ist ein spürbarer Anstieg grenzüberschreitender Emissionen zu verzeichnen, wobei die meisten Prospekte aus den Kapitalmarktzentren Deutschlands, Luxemburgs und des Vereinigten Königreichs stammen. 
Mit der Umsetzung der Richtlinie ging in Deutschland auch die Bestellung einer zentralen Verwaltungsbehörde einher, die für die Billigung von Prospekten für sämtliche Marktsegmente (amtlicher und geregelter Markt sowie öffentliches Angebot von Wertpapieren) zuständig ist. Die Aufgabe wird von der Bundesanstalt für Finanzdienstleistungsaufsicht (BaFin) in Frankfurt am Main wahrgenommen, die eigens eine Gruppe Prospekte eingerichtet hat. Weitere nationale Aufsichtsbehörden sind etwa die Financial Services Authority (FSA) in UK, die CSSF in Luxemburg oder die Finanzmarktaufsichtsbehörde (FMA) in Österreich.

## Revision
Entsprechend der in der Richtlinie enthaltenen Revisionsklausel wurde diese den Marktgegebenheiten angepasst und überarbeitet (ÄnderungsRL 2010/73/EU vom 24. November 2010; ABl 2010 L 327/1). Die Änderungen mussten von den Mitgliedstaaten der EU bis spätestens 1. Juli 2012 in innerstaatliches Recht umgesetzt werden. Mit dem vollständigen Inkrafttreten der EU-Prospektverordnung zum 21. Juli 2019 ist die EU-Prospektrichtlinie endgültig außer Kraft getreten (siehe Artikel 46 Prospektverordnung).